# Třída H
Třída H (jinak též H-39) byla nepostavená třída bitevních lodí německé Kriegsmarine. Z původně plánovaných šesti jednotek byly rozestavěny dvě. Realizaci projektu ovšem zabránilo vypuknutí druhé světové války, stavba třídy H byla zastavena a připravené součástky byly sešrotovány.

## Stavba
Vývoj bitevních lodí třídy H probíhal od roku 1937. V roce 1939 německé námořnictvo přijalo Plán Z, podle kterého mělo být postaveno celkem šest jednotek této třídy, navazující na předchozí třídu Bismarck. Dvě ze šesti lodí byly skutečně rozestavěny. Kýl bitevní lodě H byl položen 15. července 1939 v loděnici Blohm & Voss v Hamburku. Kýl její sesterské lodě J byl založen v srpnu 1939 v loděnici Deschimag AG Weser v Brémách. Krátce nato ale vypukla světová válka, která tomuto programu vzala prioritu a stavba třídy H tak byla 10. října 1939 zrušena. Jednotky K, L, M a N byly zrušeny před založením kýlu. Připravený materiál byl roku 1940 sešrotován. Již vyrobené 406mm kanóny byly instalovány v pobřežním opevnění. Zvažované projekty bitevních lodí H-41 až H-44 zůstaly pouze na papíře.

## Konstrukce

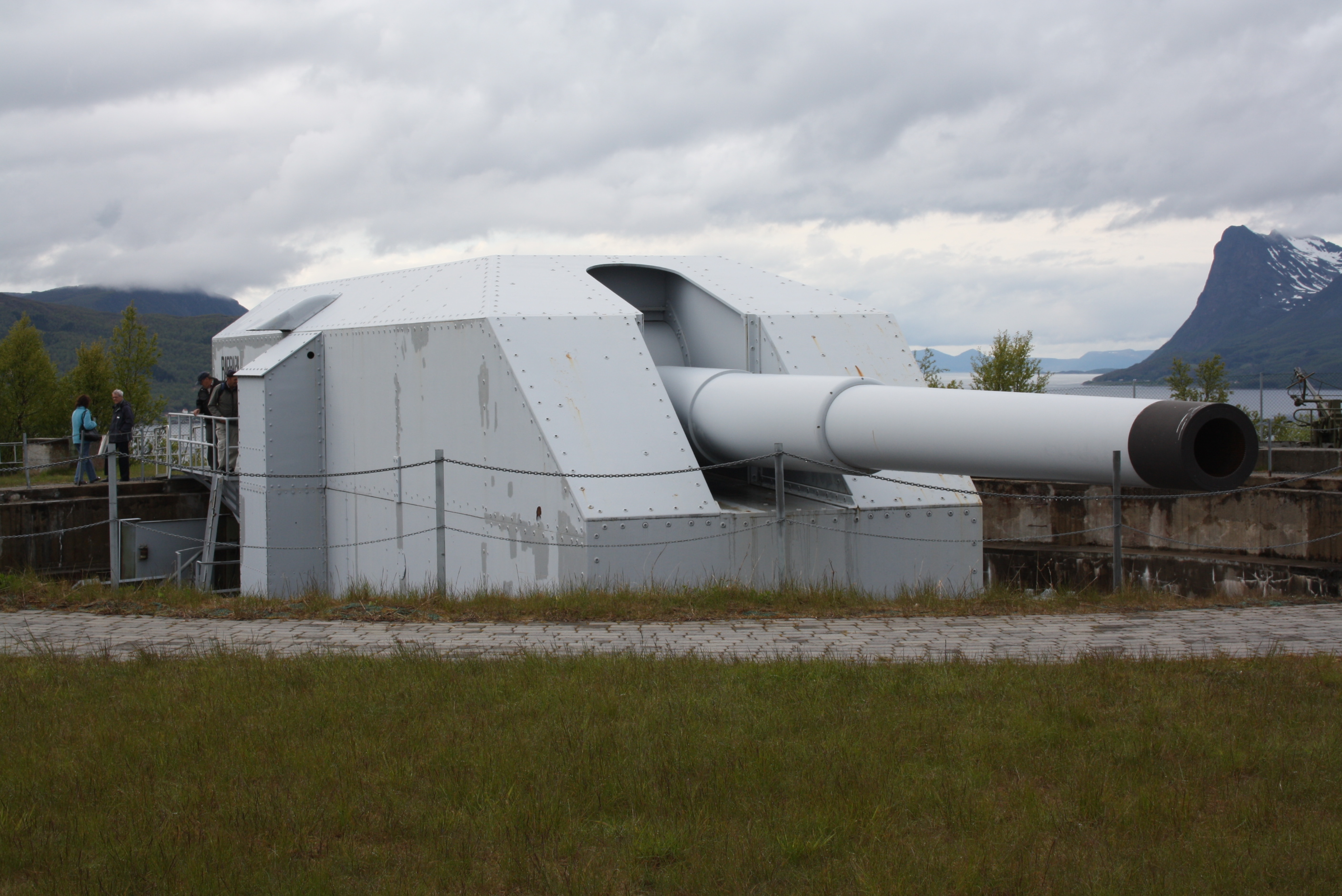
406mm kanón vyrobený pro třídu H a po jejím zrušení použitý jako výzbroj pobřežní pevnosti v Norsku.

Navržená plavidla svým vzhledem a koncepcí nezapřela svou příbuznost s třídou Bismarck. Pancéřování tvořila legovaná ocel typu Wotan a cementovaná ocel Krupp KC. Hlavní výzbroj představovalo osm 406mm kanónů typu 40.6 cm SK C/34 o délce hlavně 47 ráží, umístěných ve čtyřech dvoudělových věžích. Sekundární výzbroj představovalo dvanáct 150mm kanónů typu 15cm SK L/55. K obraně proti letadlům sloužilo šestnáct 105mm kanónů, šestnáct 37mm kanónů a dvacet čtyři 20mm kanónů. Počítalo se rovněž s instalací šesti 533mm torpédometů.
Každá jednotka byla vybavena jedním katapultem instalovaným na zádi, za dělovou věží D. Na palubě se měly nacházet celkem čtyři hydroplány typu Arado Ar 196.
Pohonný systém mělo tvořit dvanáct dieselových motorů MAN o celkovém výkonu 165 000 koňských sil. Motory by roztáčely čtveřici lodních šroubů. Nejvyšší rychlost měla dosahovat až 30 uzlů.